# Lothar Zitzmann

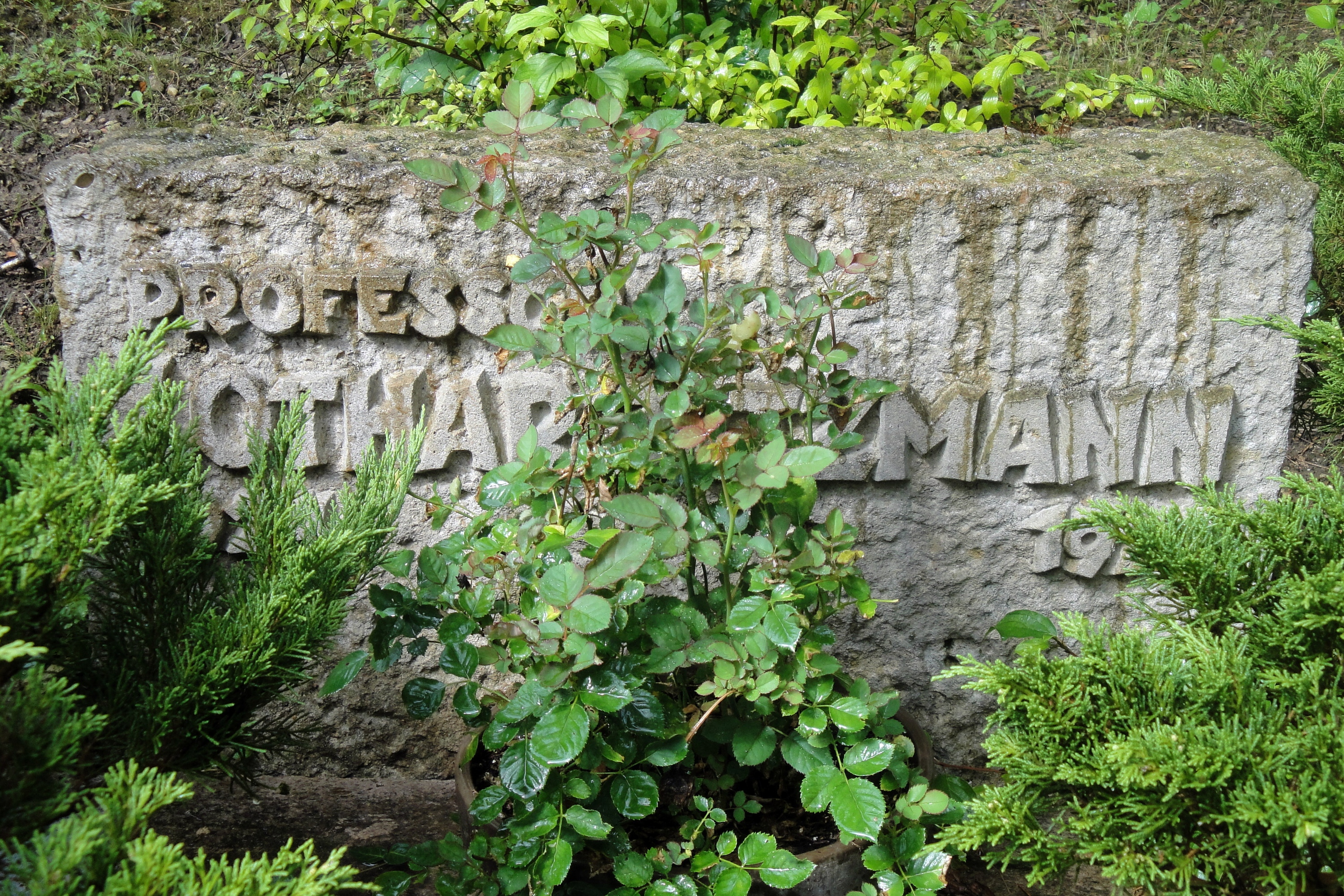
Grab von Lothar Zitzmann auf dem Nordfriedhof in Jena

Lothar Zitzmann (* 14. Februar 1924 in Kahla; † 19. Januar 1977 in Halle (Saale)) war ein deutscher Maler und Hochschullehrer in der DDR.

## Leben
Zitzmann machte 1944 das Abitur in Jena und studierte 1944 bei Walther Klemm an der Weimarer Hochschule für Baukunst und bildende Künste und nach Kriegsdienst und Kriegsgefangenschaft von 1948 bis 1951 Psychologie, Philosophie und Kunstpädagogik an der Universität Jena.
Bis 1949 war er freischaffend als Maler tätig, außerdem leitete er einen Zirkel im VEB Carl Zeiss Jena. Ab 1953 war er Dozent für Wandmalerei am Institut für künstlerische Werkgestaltung der Kunsthochschule Halle (heute: Burg Giebichenstein Kunsthochschule Halle). 1955 begann Zitzmann mit der Entwicklung seiner, heute nach ihm benannten, systematischen Grundlehre. Ab 1965 hatte er eine Professur für Künstlerisches Grundlagenstudium. Von 1970 bis 1977 war er Direktor der Sektion „Künstlerische und wissenschaftliche Grundlagen der Gestaltung“.
Zitzmann zählte neben Karl Erich Müller und Willi Sitte zu den „älteren Protagonisten des Hallenser Kunstschaffens“ und zeichnete sich durch seine „didaktisch-hintergründige Kunst“ aus.:S. 87
Gebrauchten seine Stillleben in den 1950er Jahren noch Elemente der kubistische Formsprache, lassen Bilder wie die „Kartenspieler“ auf Fernand Léger als Vorbild schließen. Gemälde wie die „Mittagspause“ oder das „Bildnis einer Gärtnerin“ von 1956 werden als Konzessionen an den offiziell geforderten „Realismus“ angesehen.
In den 1960er wandte er sich Jahren der lateinamerikanischen Kunst und ließ in seinen Werken Einflüsse des mexikanischen Realismus:S. 565 und Muralismo:S. 629 erkennen. In den 1970er Jahren setzte er sich künstlerisch mit dem Putsch in Chile 1973 auseinander.:S. 324 f.
Zitzmann hatte in der Sowjetischen Besatzungszone, der DDR und im Ausland eine bedeutende Zahl von Einzelausstellungen und Ausstellungsbeteiligungen, u. a. von 1953 bis 1978 an der Dritten, Fünften und VI. Deutschen Kunstausstellung und der VII. und VIII. Kunstausstellung der DDR in Dresden.
Nach Zitzmann wurde 1991 die Zitzmannstraße in Jena benannt.:Abbildung.

## Rezeption
"Zitzmann verzichtete zunehmend auf ablenkende Details und fand zu einer Klarheit in Form und Komposition, die bisweilen puristisch wirkt und die Vielfalt des Lebens in einem rhythmischen Spiel der Volumen beruhigt. Seine Bilder verweisen auf ein Abwägen zwischen Organik und Geometrie. Sein Streben nach Veranschaulichung beschreibt der Künstler und Pädagoge selbst so: „Für mich geht es um ein Höchstmaß an sichtbarer Ordnung in Beziehung zu einer Aussage über Realität. Ich möchte Einfachheit des Ausdrucks, eine Form ohne Verzierungen, einen lapidaren Realismus.“ Zitzmanns Bilder verströmen trotz Strenge und Spannung eine Ruhe, die ganz wesentlich auf diesen Gestaltungsprinzipien beruht."

## Öffentliche Sammlungen mit Werken Zitzmanns (unvollständig)
- Berlin: Nationalgalerie
- Chemnitz: Kunstsammlungen Chemnitz[4]
- Dresden: Galerie Neue Meister[5]
- Gera: Otto-Dix-Haus
- Mühlhausen: Mühlhäuser Museen, Sammlung Thüringer Kunst[6]

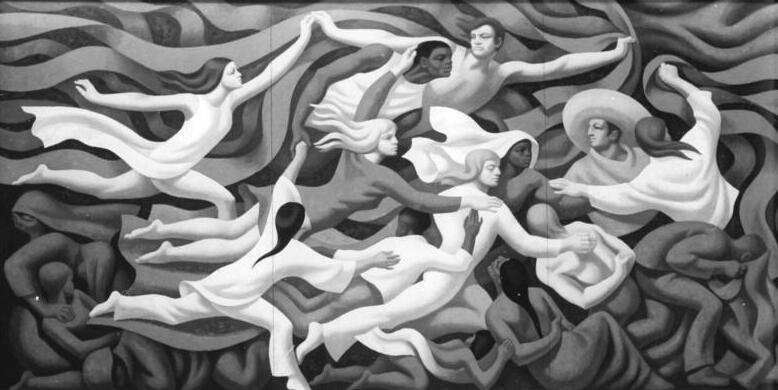
Gemälde "Weltjugendlied" im Palast der Republik